# Оселівська група
Оселівська група - група стоянок ранньої середньокам’яної добу у Північній Наддністрянщині. Названа за Оселівською стоянкою у Кельменецькому районі Чернівецької області.

## Пам’ятки
До пам’яток оселівської групи окрім Оселівки відносяться:
- у Наддністрянщині: Молодова-V, шари 1, 1а, Атаки-VI, Кормань-IV, Делятин, Галич та інші;
- у Передкарпатті: Майдан Горішний (у Надвірнянському районі) та інші.

Делятинська стоянка у Передкарпатті має більш виразні свідерські риси.

## Вироби
Оселівська група характеризується кількісним переважанням різців над скребками. Серед перших часто зустрічаються серединні, в тому числі зі зміщенням леза, й бічні типи. Скребки в більшості кінцеві на платівках й сколах. Нуклеуси одно- й двоплощинні, передпризматичні, переважно зі скошеними площинами, з однобічним сколюванням.
Знайдено різні вістря з затупленим краєм, що відіграють серед мікролітів найважливішу роль, значно більшу, ніж для інших ранньо сережньокам’яних груп України.
Майже у кожному з оселівських комплексів Наддністрянщини виявлені одна чи декілька великих подовжених трапецій «осокорівського» тип, а також відзначена наявність поодиноких сегментів, трикутників, пластин зі скошеними кінцями та інше.

### Свідерські впливи
Своєрідність крем’янних комплексів оселівского типу надає наявність тут свідерських наконечників на платівках. У комплексі Кормані відзначено наявність сокир, виготовлених з уламків кременю, що знаходять аналогії в матеріалах нобельської групи свідерської культури Волині й Полісся, а на більш південних територіях невідомі зовсім.

## Молодова V
Найбільш виражені матеріали оселівського типу виявлені при розкопках на стоянці Молодова V, де досліджено два ранньо-середньокам’яних шари 1 і 1а, що знаходилися на глибині 0,5-0,8 м й 0,9-1,1 м.

### Шар 1
У верхньому шарі 1, розкритому на площі близько 1000 квадратних метрів, зафіксовані сліди житлових комплексів й вогнища, де зібрано кількасот крем'яних знарядь, кістки тварин, переважно північного оленя (74%), і інші знахідки. Шар 1 датовано методом С14 у 8940 ± 150 років до Р. Х.. 

### Шар 1а
Аналогічний характер знахідок, властивий і нижньому мезолітичними шару (1а) цієї стоянки, де, крім того, виявлені кістяні вироби (багатозубий гарпун, роговий сокиру), кам'яні розтиральники та інше. Серед тваринних залишків шару 1а переважають кістки північного оленя.
Шар 1а датовано методом С14 у 8590 ± 230 років до Р. Х.. 

## Походження
На думку Олександра Черниша, ранні середньокам’яні пам’ятки Середнього Подністров'я є продовженням розвитку місцевої пізньої давньокам’яної молодовської культури та інших.
Поява свідерських стоянок у Криму (Сюрень-2 шар 2, Буран-Кая шар 4), а також на шляху поширення свідерської культури у бік Криму (Делятин у Передкарпатті, Чахлеу-Скауне у західній Молдові, мис Селіште на Реутом у Східній Молдові) дали основу для перегляду румунськими археологами походження оселівської групи, що ймовірно, сформувалася на місцевій основі з впливом свідерських мігрантів на південний схід.

## Насліддя
Стоянки пізньої середньокам’яної доби Північної Наддністрянщини слабо вивчені окрім досліджених В. І. Маркевичем у селі Сороки, який вважає їх наступницями традиції стоянки ранньо-середньокам’яної доби оселівської групи Атаки.